# Згорње Хоче
Згорње Хоче (словен. Zgornje Hoče) је насељено место у општини Хоче-Сливница, Подравска регија, Словенија.

## Историја
До територијалне реорганизације у Словенији биле су у саставу старе општине Марибор.

## Становништво
У попису становништва из 2011. године, Згорње Хоче су имале 676 становника.
| Број становника према пописима | Број становника према пописима | Број становника према пописима |
| ------------------------------ | ------------------------------ | ------------------------------ |
| 1991                           | 2002                           | 2011                           |
| 552                            | 620                            | 676                            |

## Галерија
- капелица
- "Синичев млин"